# 淡交社
株式会社淡交社（たんこうしゃ）は、京都府京都市北区にある出版社。主に茶道関係、京都関係の書籍を出版している。

## 歴史
茶道裏千家十四世淡々斎家元の次男、納屋嘉治が同志社大学卒業の翌年、裏千家の機関誌「淡交」を刊行する出版社として設立した。現在は千玄室の孫の伊住公一朗が経営にあたっている。
社名は荘子の「君子之交淡若水」（学徳のある立派な人同士の交わりは、水のように淡々とした、清い関係である。私心のない交わりは壊れることがない）に由来している。　
法然院での修行歴のある僧侶で、弘文堂などに勤務していた編集者でもあった臼井史朗（のちに副社長）を引き入れてから、茶道を軸とした伝統文化など様々な分野の書籍、雑誌を刊行。とりわけ京都の観光と文化に関するものが多い。
記念事業として50周年に茶道学大系等を刊行し、その後60周年に茶道大辞典、65周年に茶花大辞典のそれぞれ新版を刊行している。
また、1988年に『原色茶花大事典』で毎日出版文化賞特別賞、2001年に『仏像彫刻―鑑賞と彫り方―』で第35回造本装幀コンクール展文部科学大臣賞、2008年には「マルレーネ・デュマス ブロークン・ホワイト」展で西洋美術振興財団賞文化振興賞と、茶道界に留まらない評価も受けている。

## 事業
茶道
茶道の家元、裏千家と繋がりが深い出版社であり、創立以来裏千家の機関誌である『淡交』を刊行している。主要株主かつ役員には裏千家の一門が連なっている。。
この他、『なごみ』『淡交テキスト』の両誌を刊行している。
出版以外にも、茶室等の建築、茶道具などの販売も手がけている。京都本社の一階は書籍を販売しているフロアと茶道具関係を販売しているフロアがある。
茶道以外
茶道書以外の分野では、美術工芸、歴史文化、旅ガイド、料理、趣味生活や『京都大事典』、『京都検定公式テキストブック』を始めとする京都関連書籍などの書籍を発行している。文芸書も出しており、今東光の直木賞受賞作『お吟さま』の版元だった。
日本語以外の言語による書籍も扱っている。